# Iva Kotrlá
Iva Kotrlá (* 16. prosince 1947, Tasovice) je česká spisovatelka katolické orientace. Za komunistického režimu působila aktivně jako signatářka a aktivní členka disentu spolu s manželem Zdeňkem Kotrlým.

## Život a dílo

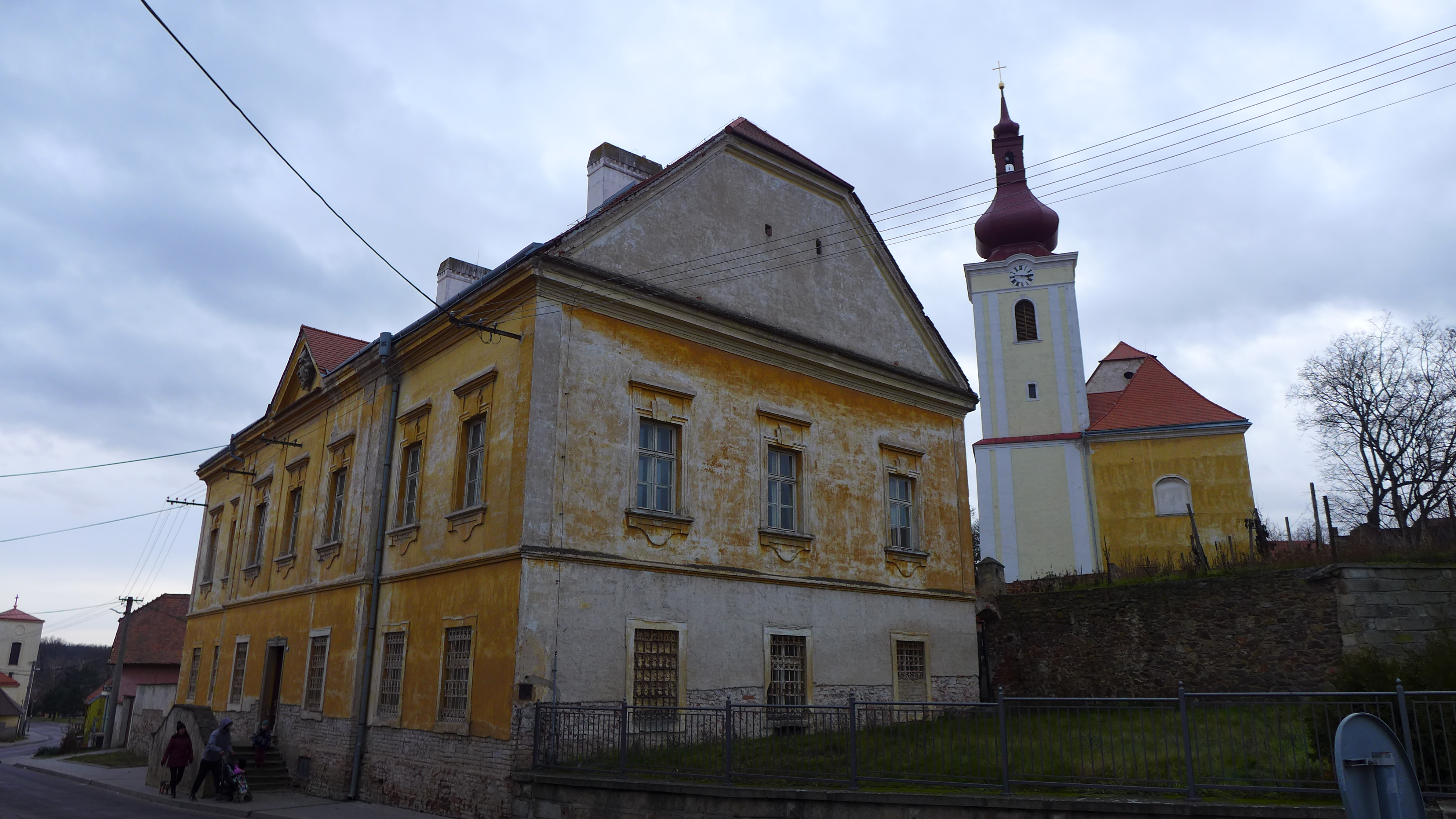
Tasovice

### Mládí
Iva Kotrlá se narodila v Tasovicích (okres Znojmo) jako Ivanka Brázdová. Byla vnučkou vídeňského krejčího, který se v roce 1945 vrátil na rodnou Moravu i se dvěma nejmladšími ze čtyř dětí, tedy i s tehdy 17letou matkou Ivy Kotrlé. Ta se seznámila Němcem Rudolfem Schlesingerem, otcem Ivy, jehož v mládí nepoznala. Po smrti babičky, Iva s matkou žily u svých tet mezi Znojmem a Kyjovem. S otcem se setkala až v dospělosti. Matka se znovu vdala a měla další dítě. S nevlastním otcem měla dobrý vztah, s matkou si blízké nebyly.

### Osudový muž
Od roku 1966 studovala občanskou výchovu a český jazyk na Pedagogické fakultě brněnské univerzity. V té době se seznámila se svým pozdějším manželem Zdeňkem Kotrlým – studentem práv. Spojoval je společný zájem o literaturu. V roce 1968 již byla vdaná a čekala první dceru, proto tehdy s manželem zrušili plánovanou emigraci. V roce 1970 byla ze školy vyloučena za své aktivity v roce 1968, také její manžel musel odejít ze studií. Pracovala jako uklízečka. V roce 1972 se jim narodila dvojčata, tak manžel kromě zaměstnání na domovní správě ještě pracoval jako noční hlídač. Od roku 1974 byla v domácnosti.

### Katolická podzemní činnost
Na konci 60. let začala přispívat do časopisu Host do domu (1965-69). Od roku 1967 začala navštěvovat křesťansky zaměřený debatní kroužek. S manželem se stýkali s katolickými básníky Klementem Bochořákem nebo Zdeňkem Rotreklem. Seznámili se také s jezuitou, otcem Josefem Koláčkem. Ten odešel v září 1968 do Rakouska do Innsbrucku, poté co byl v Československu tajně vysvěcen. Posléze se přestěhoval do Říma, kde se stal ředitelem českého vysílání Vatikánského rozhlasu. Iva i její manžel opisovali texty a posílali je do Říma, kde se tiskly nebo byly použity ve vysílání.

### Samizdat
V roce 1978 jí v exilovém nakladatelství Křesťanská akademie v Římě vyšla první básnická sbírka Zde v pochybnosti. Po roce Ludvík Vaculík v samizdatové edici Petlice vydal Ivě druhou sbírku Února. Od roku 1981 byla redaktorkou samizdatového časopisu Obsah, kam psala především literární kritiky.
Přispívala též do ročenky Moravská čítanka a do exilových almanachů Čtení na léto. V roce 1983 byla v exilu vydána sbírka Olium a v samizdatu román Odchyt andělů, který popisuje začátek normalizace na moravském venkově. V roce 1986 podepsala Chartu 77. Její soubor povídek Návštěva v ETC., který vyšel v exilu roku 1987, patří k jejím nejoceňovanějším dílům.

## Porevoluční léta (od roku 1989)
Po listopadu 1989 spoluzakládala nakladatelství Atlantis. Také vedla s manželem katolický časopis Akord až do jeho zániku. Vydala knihu Athény z Hlíny (1992) věnovanou Boženě Němcové a básnickou sbírku Knot (2000), která se jako i její předchozí básnická díla, zaměřuje na vztah muže a ženy v křesťanském kontextu.

### Časopis Akord
Katolicky orientovaný měsíčník pro literaturu, umění a život Akord byl vydáván (v období 1928–1944; 1945–1948) Sdružením katolických spisovatelů a publicistů. Z beletrie publikoval především práce zavedených i mladších představitelů křesťanské orientace (např. Jana Zahradníčka, Klementa Bochořáka, básníka a esejistu Ivana Diviše, Jana Dokulila, Emanuela Fryntu, a další). Středem zájmu listu byly rozsáhlé kritické a umělecké studie. Poslední číslo Akordu vyšlo v roce 1948 a poté bylo vydávání měsíčníku z politických důvodů zastaveno. Na předúnorové ročníky navázal stejnojmenný časopis, který byl založený jako samizdat v roce 1989. V 90. letech vydávala Akord Iva Kotrlá a její rodina. V lednu 2002 byl obnoven prvním číslem XXIII. ročníku, řídila ho Iva, která pracovala aktivně také jako redaktorka. Mimo jiné vytiskli memoáry literárního kritika – katolíka Ladislava Jehličky s názvem Křik koruny svatováclavské, zaměřené na charakter české národní kultury a literatury a také na politické poměry meziválečné a poválečné. Poslední číslo je z prosince roku 2011. Jako prémii pro věrné čtenáře vydala Iva Kotrlá v grafické úpravě časopisu vlastní básnickou sbírku Vnouče.

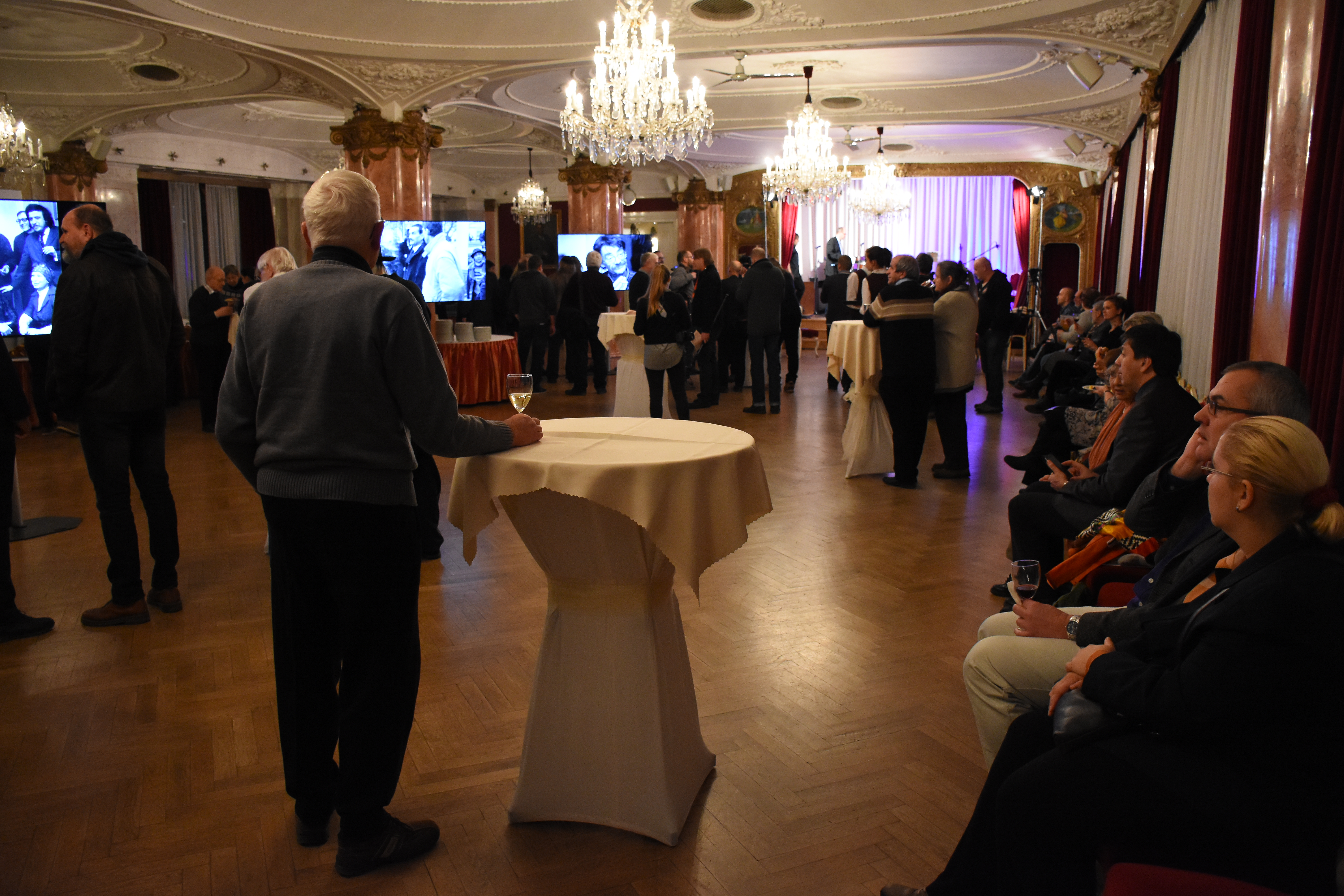
Setkání chartistů 77 ke 40. výročí

Rozsáhlé a často velmi kontroverzní příspěvky do recenzní rubriky O knihách psala zejména Iva. Patřila k hlavním organizátorům vydávání samizdatové ročenky Moravská čítanka.

## Závěr
Iva Kotrlá dostala v roce 1990 Cenu Egona Hostovského za literární exilovou činnost. V tomto roce, kdy se její manžel aktivně angažoval v polistopadové politice, se jí narodilo šesté dítě. Její jméno je možno nalézt také u řady polistopadových textů a rozhovorů.